# سارای (فیلم)
سارای نام فیلمی به کارگردانی یدالله صمدی است که در سال ۱۳۷۶ ساخته شده‌است.

## خلاصه داستان
سارای که مادرش را در کودکی از دست داده، در ایل با آیدین (خان چوپان) آشنا می‌شود. از طرفی خان هنگام شکار سارای را می‌بیند و شیفتهٔ او می‌گردد. بزرگان ایل با تقاضای وصلت خان با سارای مخالفت کرده، سارای و آیدین را نامزد اعلام می‌کنند. بیماری مادر آیدین، او را مجبور به ترک ایل و مراجعت به خانه می‌کند. او بعد از مرگ مادرش هفت شبانه روز به سوگ می‌نشیند. خان با همراهانش به ایل حمله کرده، با تهدید به کشتن پدر سارای و دیگر افراد ایل، سارای را ناگزیر به همراهی با خود می‌کند. سارای در انتظار برگشتن آیدین راه را طولانی می‌کند؛ اما سرانجام با نومیدی از فرارسیدن آیدین، خود را به داخل رودخانه (آرپاچایی) می‌اندازد تا خان از او کام نگیرد.
لازم است ذکر شود که این فیلم برگرفته از افسانه‌های آذربایجان می‌باشد
تنظیم و اجرای موسیقی متن این فیلم را چنگیز مهدی‌پور بر عهده داشته‌است.

## بازیگران
| بازیگر              | نقش             |
| فخری سلطانی         | سارای-گلنار     |
| فرهاد قائمیان       | خان چوپان       |
| خسرو دستگیر         | سلطان بیگ       |
| محمدباقر جعفری زاد  | اصلان خان       |
| محمدعلی نوروش اوغلی | ریحان           |
| هاشم چاووشی         | چرچی            |
| محمدرضا عرفانی فرد  | مرد شیرین عقل   |
| بنفشه صمدی          | نرگس            |
| ناهید تقی پورفاضل   | آیگون           |
| لیلا نظری           | همسر خان        |
| نادره برماس         | ننه دلبر        |
| منیژه شکیبایی       | ننه فاطمه       |
| ام لیلا ذاکری       | ننه صبا         |
| نعیمه سیدزاده       | زن شیرین عقل    |
| حسن فرهادی          | حسن             |
| افشین پورسلیمان     | نوجوان چوپان    |
| اکبر معتمدی         | خواستگار        |
| سهند جعفری زاده     | پسر خان         |
| سمیرا شاهی          | کودکی سارا      |
| اتابک بلندی         | کودکی خان چوپان |
| شفیقه کرداهری       | دختر ایلیاتی    |